# Holsten Brauereifest
Das Holsten Brauereifest war ein von 2011 bis 2018 jährlich kostenlos stattfindendes zweitägiges (teils dreitägig) Familien-Openair-Fest auf dem Gelände der Holsten-Brauerei in Hamburg-Altona.

## Geschichte
Das Fest fand jährlich auf dem Freigelände der Holsten-Brauerei in Zusammenarbeit mit der Bergmann Gruppe statt und richtet sich thematisch an die Zielgruppe der Familienunterhaltung; so sind unterschiedliche Entertainmentbereiche auf dem Gelände eingerichtet. Es werden unter anderen Ritterspiele, Brüllwettbewerbe, Bierdeckel-Zielwurf und Bierflaschen-Melodien-Raten angeboten. Weiterhin gibt es unter anderem Brauereibesichtigungstouren, eine Ausstellung zur Geschichte der Brauerei und Wissenswertes zum Brauprozess. 
Musikalisch ist das Festival auf Musik jenseits des Mainstream angesiedelt. Die Erstausgabe fand zunächst auf einer Bühne, der sogenannten ‚Holsten-Plaza‘ statt. Für die darauffolgende Jahre wurde daraufhin eine weitere große Hauptbühne eingerichtet, um eine breitere Musikbandbreite zu bieten, so traten neben bekannten Musikgruppen und Künstlern unter anderen die musikparodistischen Bands wie die Leningrad Cowboys, Wohnraumhelden und der Komiker Werner Momsen auf.
Im Jahr 2018 fand das Fest zum letzten Mal in gewohnter Form statt, da der Brauereibetrieb 2019 nach Hausbruch verlagert wurde und der Standort an der Holstenstraße in ein Wohngebiet umgewandelt werden soll.

## Bands und Einzelkünstler
Es traten folgende Bands und Einzelkünstler auf:

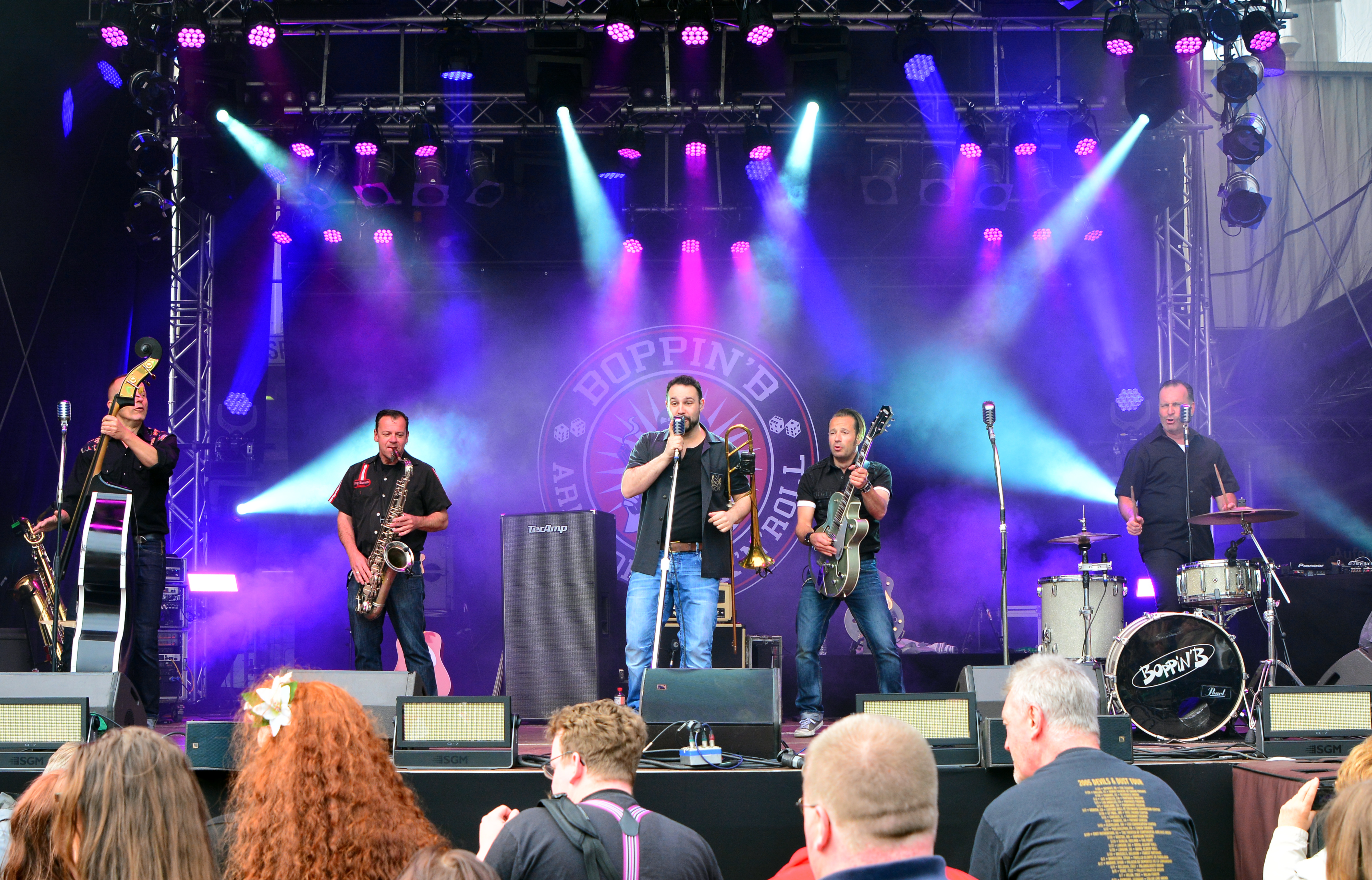
Boppin’B beim Holsten Brauereifest 2015

257ers, Atomic Playboys, Bela B. y Los Helmstedt, Bell, Book & Candle, Big Soul, Boppin’B, Büro am Strand, Cäthe, Der Fall Böse, Dr. Ella, Fünf Sterne deluxe, Extrabreit, Flo Mega & The Ruffcats, Max Giesinger, Gunter Gabriel, Stefan Gwildis & Band, Fabian Harloff & Band, Hopfen & Malz, Ansgar Hüttenmüller & Band, I-Fire, Juli, Jomo, The Kaiserbeats, Kettcar, Kingsize Taylor & The Brotherhood of Rock’n Soul, Le Fly, Lehmitz-Hausband, Lotto King Karl & Die 3 Richtigen, Megaloh, Werner Momsen, Nervling, Nordn, Paulsen, David Pfeffer & Band, Jean Yves Pastis, Pohlmann, The Rattles, Rockhouse Brothers, Inga Rumpf, Russkaja, Saint Lu, Selig, Ski-King, Sondaschule, Texas Lightning, Torfrock, Tonbandgerät, United Four, Urban Beach, Vierkanttretlager, Friska Viljor, Abi Wallenstein, Wingenfelder, Marcus Wiebusch, Wohnraumhelden, Young Rebel Set